# 斯平代爾 (北卡羅萊納州)
斯平代爾（英語：Spindale）是一個位於美國北卡羅萊納州拉瑟福縣的城鎮。

## 人口
根據2020年美國人口普查的數據，斯平代爾的面積為14.01平方千米，皆為陸地。當地共有人口4225人，而人口密度為每平方千米302人。